# Bandas de cabecera
Las Bandas de Cabecera son bandas de Semana Santa que se sitúan al principio de la procesión. Tienen una gran tradición en Linares (Jaén) donde, a día de hoy, hay 6: Santa Cena Sacramental, Siete palabras, Rescate, Nazareno, Expiración y Santo Entierro por orden de salida.

## Historia de las bandas de cabecera
Las bandas de cabecera nacen en Linares en 1969 como consecuencia de la falta de bandas de soldados romanos ("Armaos") que sufrían algunas cofradías, como la de la Expiración. Tanto es así que, hartos de la situación, algunos hermanos de la Expiración deciden crear una banda propia que, hoy día, sigue siendo una de las más importantes. Unos pocos años después le seguirían la banda del Rescate (1972) y las del Nazareno y la Santa Cena (1975).
Aunque la mayoría de estas bandas nacieron como bandas de cornetas y tambores poco a poco se fueron transformando en agrupaciones musicales añadiendo nuevos instrumentos, como clarinetes y saxofones. Sin embargo, el cambio más radical fue la introducción de los contragolpes de percusión por un componente de la Expiración. Más tarde, Don Tomás Arboledas Rivera (Caja principal del Nazareno hasta 1998) desarrolló esta idea dotando a estas bandas de un ritmo más propio de una batería que de una banda de Semana Santa propiamente dicha. Hoy día aún se escuchan en la madrugada Linarense algunas de sus marchas de percusión.
También en la banda del Nazareno se empezaron a cambiar las marchas clásicas por adaptaciones de temas musicales más populares como "Going Home" de Mark Knopfler o la ya célebre "Aida" de Verdi; cambios que poco a poco se fueron extendiendo por el resto de bandas.Con el paso de los años cada una ha desarrollado su propio estilo, por lo que cada banda de cabecera es única.
Igualmente, Tomás Arboledas padre ha pasado a la historia como ser el creador y fijador de la norma general de la percusión de las bandas de cabecera. A él se debe el invento del "Golpe de Aro", que en Linares, es utilizado por las bandas de cabecera para indicar al viento el hecho de que una determinada marcha va a ser interpretada.
Igualmente, fue el creador del particular ritmo de contratiempos, y preguntas y respuestas que se realiza en las percusiones de las Bandas de cabecera, que cuentan con una caja principal, un bombo principal, un platos, cajas y timbales en proporción variable según la banda.
Las Bandas de Cabecera han sido las artífices, en gran parte, de que la Semana Santa de Linares sea de Interés Turístico Nacional, y conocida en toda España.

## Bandas de cabecera actuales

### Banda de cabecera de la Santa Cena
Nombre completo: Agrupación Musical Santa Cena Sacramental

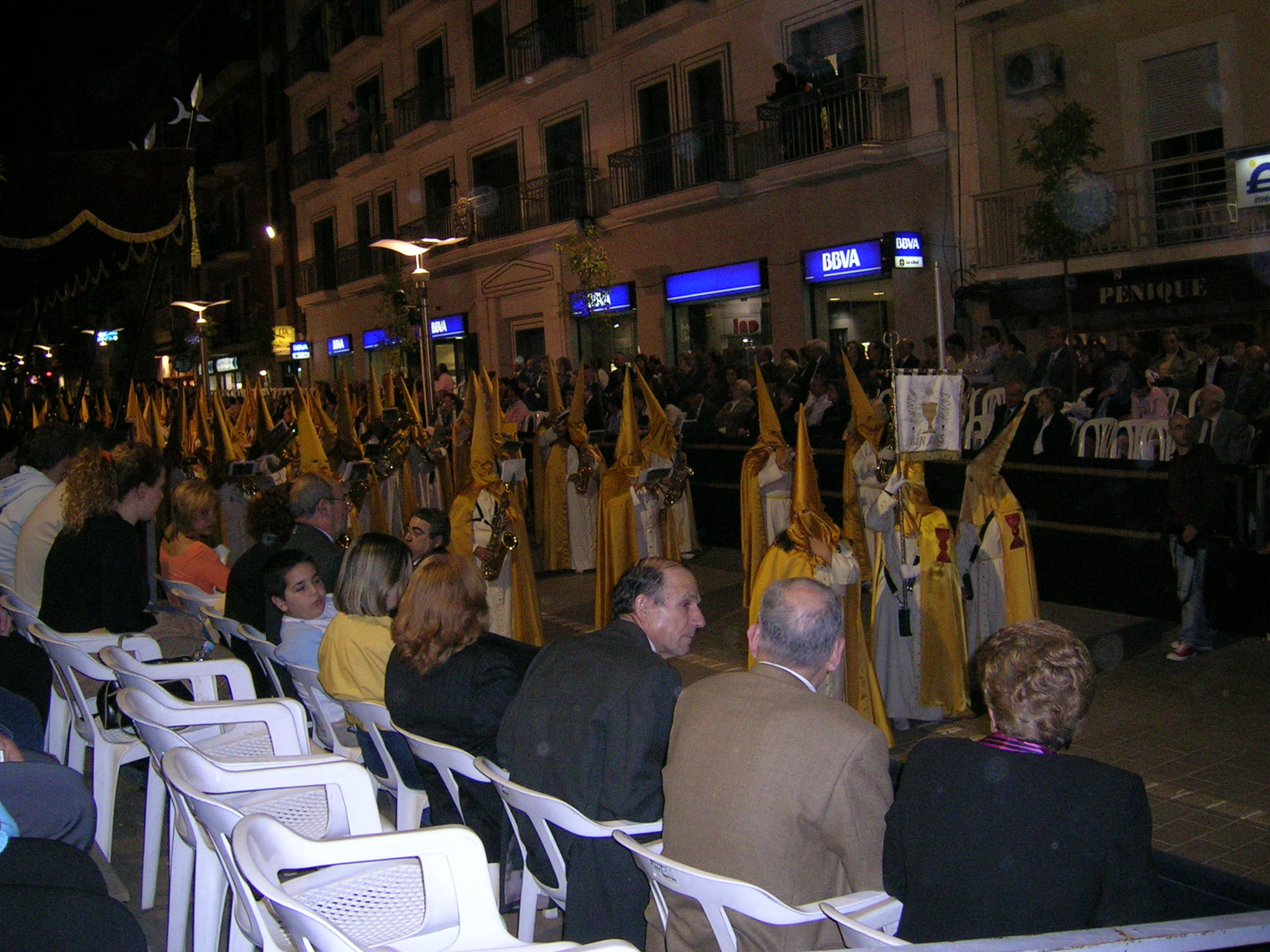
Banda de cabecera de la Santa Cena.

Esta banda nació tras desaparecer la de la OJE durante la transición 1975-6. Y se mantuvo hasta pasada la Semana Santa de 1998 donde desfilo por última vez, desapareciendo por problemas internos durante algunos años, pero desde el 2004 ha vuelto a procesionar.
En el 2006 ocurren otros problemas por lo que el anterior director (David Cejudo Emanuel) abandona la dirección la banda. siguiendo como componente en la misma. Tras estos hechos, toma las riendas de esta banda de cabecera José Miguel Escuín, quien ya fuera en su día director de otras bandas y como director de percusión David Calero Moreno.
Estos directores, consiguen en pocos meses recuperar el repertorio original así como renovar completamente las marchas de percusión y sacar varias más de viento completamente nuevas. En 2013 estuvo a punto de no salir por diferentes motivos, pero consiguió reorganizarse y logró salir adelante hasta ahora. Actualmente, el director de la banda es Antonio Failde Barrios y el director de percusión es Víctor Perez.
En el repertorio de esta banda de cabecera cabe destacar: "Nunc Coepi" con el magnífico solo de trompeta y "Luz del Reino", marchas estrenadas con gran aceptación en 2015, junto con "Desde que tú te fuiste" y "Deus Lucem". Las tradicionales son "Monte Calvario", "La Cena" o "El Cantar del Arriero", así como las marchas ligeras de "Longinos" y "Bellatorum" siendo esta última incorporada en 2017. Por último no podemos olvidar "Triunfal", marcha insigne de la Hermandad de la Santa Cena, propietaria de la banda de cabecera, y considerada durante décadas el himno de la hermandad.
En total, en esta banda se interpretan en las diferentes marchas distintas adaptaciones de temas como "El Cantar del Arriero" (Zarzuela del mismo nombre), o "Triunfal" Marcha procedente del canto litúrgico "Cantemos al amor de los Amores", adaptada a banda de Palio por J. Blanco.
Cuenta aproximadamente con 100 miembros, distribuidos en 60/65 de viento, y 35 aproximadamente de percusión.

### Banda de cabecera del Rescate
Nombre completo: Agrupación Musical de Nuestro Padre Jesús del Rescate y María Santísima de los Dolores.
Esta banda se fundó en el año 1972 por Pedro Martos Ayala y Francisco Martínez Zapata. Actualmente está dirigida por Enrique Maestre Infantes y Joaquín Ruiz Martínez.

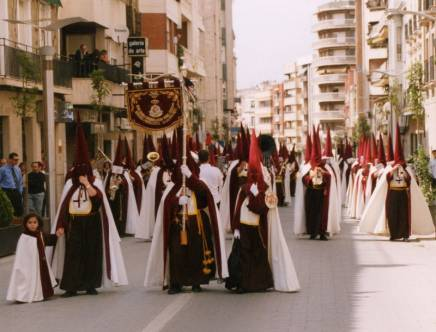
Banda de cabecera del Rescate.

Esta es, a día de hoy, la única banda de cabecera que ha participado en la muestra cofrade MUNARCO de Sevilla, haciéndolo, además, dos años consecutivos, en 1999 y 2000.
En la década de los 90, grabó un disco junto a la banda de cabecera de la Expiración, interpretando cada una sus mejores piezas musicales.
En 2005, presentó su primer trabajo discográfico en solitario "Noche de Jueves Santo".
En el año 2010, vio la luz su segundo trabajo discográfico titulado "Rescate de Dolores", con nuevas marchas como "Massada", "Noche de Rescate"... y una sorprendente versión del "Concierto de Aranjuez". Su presentación tuvo lugar el 21 de marzo de 2010 en el Teatro Cervantes de Linares, el cual fue abarrotado por el pueblo cofrade linarense.
En noviembre de 2010, fue invitada a participar en la I Muestra de Arte Cofrade Andaluz (ARCOAN) celebrada en Jaén, realizando un aplaudido desfile por las calles del auditorio que no dejó indiferente a ningún cofrade jiennense.
Cuenta con aproximadamente 150 miembros entre viento y percusión (100 de ellos en viento y el resto percusión), siendo, por ello, la más grande de Linares y la que más variedad de instrumentos posee. 
Entre su repertorio destacan marchas como el "Concierto de Aranjuez", "Expiración", "Rescate de Dolores", "Getsemaní"... entre otras.

### Banda de cabecera del Nazareno
Nombre completo: Banda de Cabecera del Nazareno de Linares.
Nace en el año 1975 y ya el año de su primera salida causó un gran impacto por su calidad musical. Aún resuenan en la memoria de los linarenses los redobles de Tomás Arboledas (tanto padre como hijo).
Algunas de las marchas más conocidas y que actualmente son tocadas son Aida, Going Home, Príncipe de Egipto, Oración, Cirineo, Marcha Eslava, Benedictus y en la última Semana Santa de 2010 se ha añadido la adaptación de la mítica banda de película de Titanic.
Cuenta esta banda con un trabajo discográfico titulado "Alma de Dios". 
En el año 2009 fue una de las bandas integrantes del I Congreso de desfiles de bandas en Sevilla, siendo el día 8 de diciembre la clausura de este congreso donde la banda del Nazareno fue a tocar a un pasacalles que se hizo por las calles de Sevilla, tocando con sus túnicas y caperuces, tal y como lo hacen en el día de la procesión, e interpretando las marchas del repertorio y sobre todo con su marcha más conocida como es la de AIDA.
En el año 2012 estrenó una nueva marcha ligera titulada "Hermanos Trompeteros" dedicada especialmente a ellos.
En el año 2013 estrenó el pregón de la hermandad dos marchas, una de ellas de bendición, con una pequeña adaptación de Bohemian Rhapsody; y La Reconquista, dedicada a la Virgen de la hermandad, ¨La Niña¨.

### Banda de cabecera de la Expiración
Nombre completo: Banda del Stmo. Xto. de la Expiración.
La Banda del Santísimo Cristo de la Expiración fue creada en el año 1969, si bien, surgió de una idea en Junta de Cabildo de mayo de 1968, porque entonces era un hermano más de la Cofradía, Antonio Martín García (actualmente director perpetuo) y siendo Hermano Mayor, Fernando Gaitán Barragán.
En principio fue concebida como una banda de cornetas y tambores, contando con una veintena de componentes, todos ellos hermanos de la Cofradía.
El 4 de abril de 1969, Viernes Santo, la Banda del Santísimo Cristo de la Expiración, hizo, por primera vez, estación de penitencia acompañando a sus Titulares y creando lo que se convertiría en santo y seña de la Semana Santa de Linares, las bandas de cabecera. 
Esta Banda, la primera en su género, se caracterizó por ir vestida con túnica de Estatutos; su ubicación, detrás de la Cruz de Guía y su estilo, sobrio y solemne. Rasgos que hoy día siguen siendo sus señas de identidad.
Con el tiempo, tanto el número de componentes como los instrumentos utilizados fue creciendo, llegando a adoptar la fisonomía de una banda de música, con sus secciones de viento (metal y madera) y una nutrida sección de percusión.
En la actualidad, la Banda del Santísimo Cristo de la Expiración, la componen un centenar de hermanos, todos ellos aficionados a la música, bajo la dirección de José Antonio García Expósito y al frente de la percusión  Javier Pérez Padilla ,  Hermano Mayor D. Francisco Cuevas Anguita. , herederos de aquellos fundadores y de cientos de linarenses que, generación tras generación, han formado parte de sus filas. 
Hoy en día en la Banda suenan marchas como: "La Decana" "Expiración", "El Paraíso", "Arca de Noé", "Eterna Esperanza", "Adagio de Yanni", etc. Y suenan también increíbles adaptaciones de películas como: "Gladiator", "Memorias de África", "Carmina Burana" de la película "Carros de Fuego", etc.

### Banda de cabecera del Descendimiento
Nombre completo: Banda de Cabecera Sagrado Descendimiento

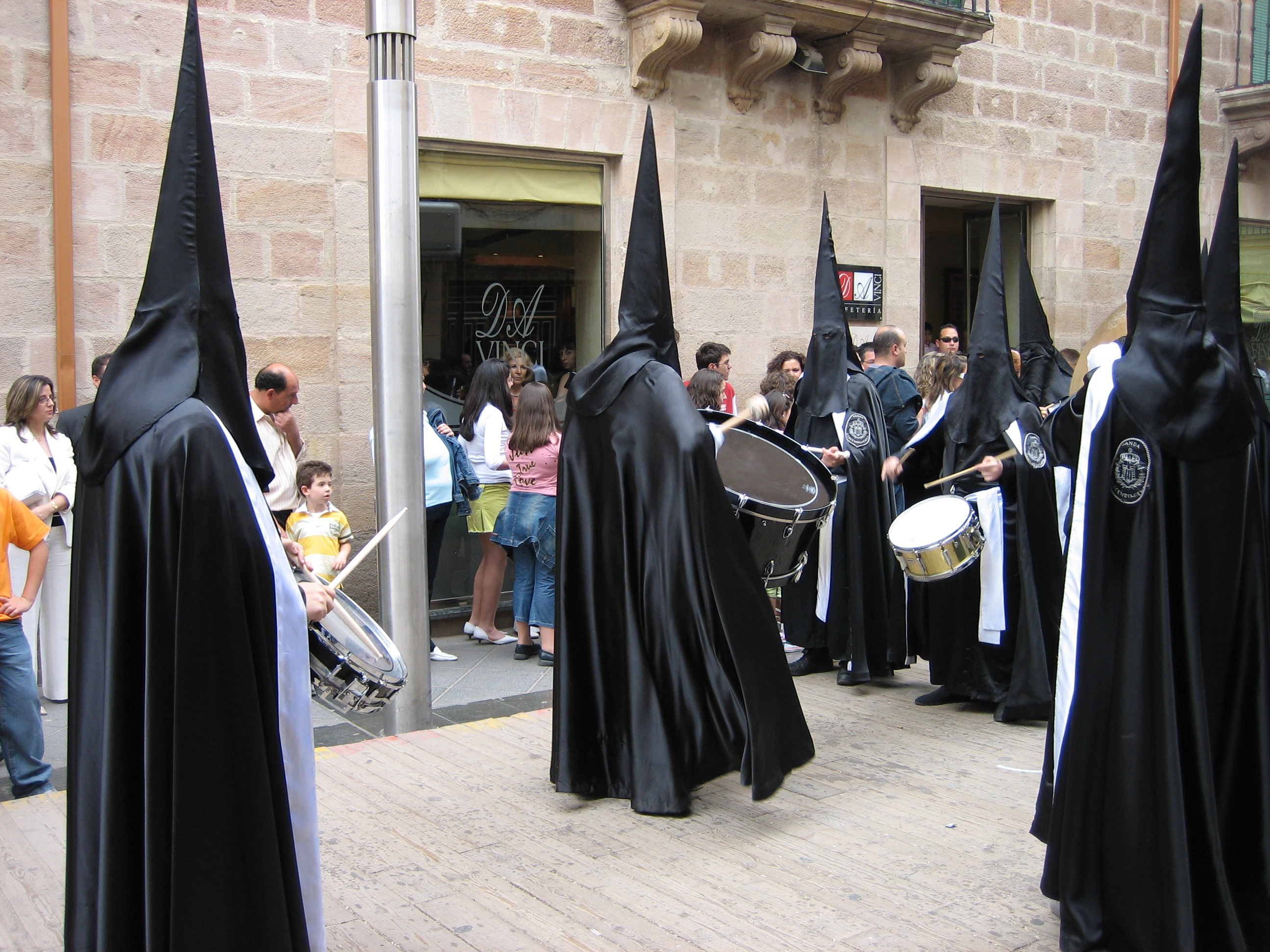
Banda de cabecera del Descendimiento.

Esta banda ha sufrido varias transformaciones, estando en la actualidad en un momento álgido, tanto en calidad como en número de componentes.
Comenzó su andadura en el año 1979 siendo D. Antonio Jódar Gómez hermano mayor de la Hermandad del Descendimiento; constando la primera formación musical que procesionó con 12 Flautas, 2 Flautines, 3 piccolos, 3 clarinetes, dos saxos altos, un saxo tenor, un trombón, un bombardino y tres trompetas. Llegando a interpretar obras fúnebres compuestas por el director de la misma.
En el año 1985 la banda sufrió su primera transformación, al añadirle su, por aquel entonces, director J. M. Jódar nuevos instrumentos a la sección de viento. Convirtiéndola en una Banda de Cabecera clásica y realizando las típicas adaptaciones de este tipo de banda.
A finales de la década de los 90 la banda vuelve a transformarse, añadiendo cornetas y marchas propias de Agrupación Musical, pero la idea no llegó a cuajar En el año 2000. Esta agrupación tuvo el orgullo de viajar hasta la Feria Internacional del Turismo (FITUR) en Madrid (junto a los trompeteros de la hermandad del Nazareno de Linares) para realizar una actuación representando a la Semana Santa Linarense.
Y en el año 2001 toma el relevo Rafael Peralta Torrecilla, reconocido músico linarense que consigue llevar la banda a un dulce momento musical que tuvo su recompensa cuando en el 2003 la Banda del Descendimiento consiguió el premio de la asociación Disminusport a la mejor banda de cabecera junto a la Expiración.
Tras esta gran etapa de la banda, Rafael Peralta deja al cargo de la misma como director a Nacho González Cañavate en junio de 2003, continuando como Fiscal de la misma José Antonio Lumbreras Núñez y entrando como caja principal Adrián Ruíz Gómez. Continua la entrada de nuevos componentes a la banda y la percusión sigue creciendo, haciendo que la banda cuente en su actualidad con 95 componentes. En el año 2004 la banda cumpliría su XXV aniversario, realizando un concierto extraordinario en el Teatro Cervantes de Linares con motivo del mismo.
Todos los años, con motivo de la Exaltación a la Mantilla que realiza la cofradía del Descendimiento, la banda realiza un pasacalles por las principales calles de la ciudad interpretando todo su repertorio antes de su actuación en el teatro. Cada año este pasacalles va ganando más adeptos.
A principios del año 2006 la banda recibe una gran noticia, la cual es fruto del esfuerzo y de la ilusión de todos sus componentes, era la confirmación de la realización del trabajo discográfico tan esperado por todos. Llegados a este punto todos se ponen manos a la obra para preparar este esperado Cd. En la mañana del domingo de Ramos de este año 2007 la banda tiene el orgullo de acompañar de cabecera a la cofradía de La Borriquilla de Torredonjimeno ( Jaén).
Ya en el Año 2009, dicha Banda celebra el 30.º aniversario de la Fundación siendo por aquel entonces Hermano Mayor de la Hermandad D. Antonio Jódar Gómez.
Esta Formación realizó un Pasacalles Extraordinario al igual que muy multitudinario por las calles más emblemáticas de la Ciudad como: C/Carniceria, C/Rosario, C/ Teniente Ochoa o la Plaza San Francisco entre otras.
Dicho Pasacalles terminó en la Casa de Hermandad del Descendimiento donde se le hizo entrega a la Banda de Cabecera "Sagrado Descendimiento" de su nuevo banderín, el cual estrenaran en la Cuaresma de este mismo año, siendo muy del gusto de los Cofrades que pudieron contemplarlo.
En el año 2011 se queda al cargo de la sección de percusión Antonio Gazquez, dándole otro giro de tuerca a la calidad del sonido de la misma. Son invitados a actuar en ARCOAN 2011 en Jaén.
La banda cuenta en la actualidad en sus filas con 124 componentes entre viento y percusión.
En septiembre de 2012 se queda al cargo de la Banda Francisco Mariano Cueto Mihi quién le da un giro de tuerca al sonido de la sección de viento y quién recupera marchas que ya se quedaron en el olvido.
En mayo de 2013 entra al cargo de la percusión Rubén Rodríguez Fernández.
Esta banda ( al igual que la mayoría de las bandas de cabecera de Linares) se caracteriza por vestir la túnica de su cofradía durante el desfile procesional, interpretar adaptaciones de obras clásicas y bandas sonoras, las marchas de percusión más espectaculares y su paso lento.

### Banda de cabecera del Santo Entierro
Nombre completo: Banda de Cabecera "Quinta Angustia". 
Toma este nombre ya que antiguamente la cofradía del Santo Entierro se la conocía como la Hermandad de la Quinta Angustia.
La actual banda se recuperó en el año 2001 siendo fiscal de banda Antonio Valencia Fernández y director de percusión Valentín Perales Barbero.La componían entonces 20 tambores y cajas y 4 bombos. 
A partir del año 2002, ya se incorporan los instrumentos de viento, siendo director musical Valentín Perales hasta la actualidad y donde el número de componentes va aumentando considerablemente. 
Desde 2006, el fiscal de banda es Antonio López Cano, y continua como director Valentín Perales y como hermano mayor José Moreno Delgado.
En este año 2007, la banda cuenta con 85 componentes aprox. y el repertorio musical de marchas es el siguiente:
- Santo Sepulcro(de la Marcha Fúnebre de F. Chopin)
- Réquiem
- Quinta Angustia
- Soledad ("Muerte de Ase" de la Suite Peer Gynt de E.Grieg)
- Lacrimosa (W.A. Mozart)
- Rostro Lacerado (J.S. Bach)
- Sufrir en soledad ("Pavana" de G. Fauré)
- Muerte y Resurrección

Como marchas ligeras:
- Legión romana
- El Señor de los Anillos

### Banda de cabecera de las siete palabras "Estudiantes"
Nombre completo: Banda Infantil Salesiana del Santísimo Cristo de la Buena Muerte.
Esta banda se fundó a finales del año 2008 estrenándose en la Semana Santa del año 2009 con 16 tambores 5 timbales 2 bombos 1 platos y una caja principal en total 25 componentes (22 niños).
Es la más joven de la ciudad y está formada por una sección de percusión, y una sección de viento compuesta a finales del año 2011 y con su primera salida en el año 2012.
Los ciudadanos de linares esperan que esta banda de cabecera tenga gran auge, ya que causa gran expectación entre los vecinos.
En su repertorio cuentan con las siguientes marchas de viento: 
- "Cónan" el bárbaro en lenta.
-" Su concierto" en lenta y ligera.
- "Himno del XXV Aniversario" del colegio Salesiano de Linares en ligera.
Marchas que se han dejado de tocar en esta banda:
- "Willow" se tocaba en lenta, después se cambió a ligera y finalmente se ha quitado del repertorio.

## Bandas que ya no existen
Además de las citadas anteriormente, hace años otras muchas hermandades también tuvieron sus respectivas bandas de cabecera; por motivos diversos, éstas ya no procesionan.
- Banda de Cabecera de la Borriquilla (desaparecida en el año 1999)
- Banda de Cabecera de la Oración en el Huerto (se transformó en banda de acompañamiento de cristo y desapareció definitivamente en el 2003).
- Banda de Cabecera del Prendimiento (primero se transformó en Agrupación Musical y desde hace pocos años en la Banda de Cornetas y Tambores Nuestra Señora del Rosario)
- Banda de Cabecera de la Columna (desaparecida, en el año 2002.)
- Banda de Cabecera del Resucitado (sólo existió durante 6 años, finalmente en el 2004 la banda desapareció)
- La banda de cabecera del sagrado descendimiento, en el año

## Edecidió cambiar de estilo pasando a ser la AM sagrado descendimiento laces externos
- Sitio con información general sobre las bandas de cabecera de Linares.
- Página web oficial de la banda de cabecera del Rescate.
- Página web oficial de la banda de cabecera del Descendimiento.
- Página web oficial de la banda de cabecera de la Expiración.
- Blog sobre la Semana Santa linarense.

- Datos: Q5718353